# Anime Limited
Anime Limited, также известная как All the Anime (во Франции как @Anime) — британская компания, занимающаяся распространением, рекламированием, переводом и продажами аниме, ориентированных на британских, ирландских, французских и других европейских зрителей, и располагающаяся ныне в Глазго, Шотландия.

## История
Компания была основана в 2013 году Эндрю Пэтриджем (англ. Andrew Partridge), ставшим широко известным благодаря предыдущей работе в Scotland Loves Anime. Компания реализует выпуск как старых, так и сравнительно новых произведений индустрии аниме. С 2015 года компания является главным распространителем аниме-ресурса в Великобритании и Ирландии от лица североамериканского дистрибьютора Funimation.

## Издания
- Houkago Midnighters
- Cat's Eye (Tokyo Movie Shinsha)
- Space Cobra
- Dimension W
- Elfen Lied
- Gate: jieitai kanochi nite, kaku tatakaeri
- Georgie
- Ghost in the Shell: Arise
- Gurren Lagann
- Kill la Kill (Studio Trigger)
- Shingeki no Kyojin (Wit Studio)
- Остров сокровищ
- Royal Space Force: The Wings of Honneamise
- Nils Holgersson
- Sakasama no Patema (Purple Cow Studios Japan)
- Mahou Shoujo Madoka Magica Фильм 1 (Shaft)
- Mahou Shoujo Madoka Magica Фильм 2 (Shaft)
- Mahou Shoujo Madoka Magica Фильм 3 (Shaft)
- Rémi sans famille
- Seraph of the End
- Space Dandy  (Bones)
- Sword Art Online Extra Edition  (A-1 Pictures)
- Sword Art Online II (A-1 Pictures)
- Sword Art Online: Ordinal Scale (A-1 Pictures)
- Terror in Resonance (MAPPA)
- The Heroic Legend of Arslân
- Tom Sawyer no Bouken (Nippon Animation)
- Tokyo Ghoul (Studio Pierrot)